# 牛角坡
25°03′11.0″N 121°23′29.8″E / 25.053056°N 121.391611°E
牛角坡，是台灣桃園市龜山區的一個地名，位於該區北部，範圍大致包括長庚里、文青里、樂善里西北角除外部分、文化里東北端一小部分。

## 歷史
台灣清治末期至日治前期，牛角坡地區為一街庄，稱為「牛角坡庄」，隸屬於八里坌堡。該庄輪廓南北狹長，北與南勢埔庄為鄰，東與大窠坑庄、十八份庄、頂坡角庄為鄰，南邊為塔藔坑庄，西邊為舊路坑庄、山尾庄、菜公堂庄。
1920年（日治大正九年），該庄改制為「牛角坡」大字，隸屬於新竹州桃園郡龜山庄，大字下有「牛角坡」、「垹坡」、「水浘」、「嶺頭」、「樟腦寮」小字名。戰後龜山庄改制為龜山鄉，隸屬於桃園縣，大字亦改制為村。2014年12月桃園縣改制為桃園市，龜山鄉改制為龜山區，村改制為里。因人口增加，本地區已大致拆分成3個里，分別為樂善里、長庚里、文青里。

### 文化資產
- 黃繼烔公墓園（歷史建築）

## 學校
- 長庚科技大學林口校區
- 國立體育大學（小部分）
- 文青國民中小學
- 長庚國小
- 樂善國小